# Domenico Bartolini (politique)
Pour les articles homonymes, voir Domenico Bartolini et Bartolini.
Domenico Bartolini (Rome, 26 août 1880 - Rome, 5 avril 1960) était un fonctionnaire et un homme politique italien.

## Biographie
Trésorier de la Chambre des députés (1908-1920) et intendant général du Banco di Roma (1920-1922), il fut chargé par le ministre De Stefani de rédiger le décret portant création du Provveditorato Generale dello Stato, dont il fut le chef de 1923 à 1944. Il a également été directeur de l'Istituto Poligrafico dello Stato. De juillet 1933 à 1939, il est directeur de l'Istituto dell'Enciclopedia Italiana, où il retourne de 1947 à 1960.
En 1939, il est nommé sénateur du royaume d'Italie par Vittorio Emanuele III de Savoie.
Le 8 juillet 1948, il est jugé par la Haute Cour de justice pour sanctions contre le fascisme et son poste de sénateur lui est retiré au motif qu'il est un "sénateur tenu pour responsable d'avoir maintenu le fascisme et rendu la guerre possible tant par ses votes que par des actions individuelles, y compris la propagande exercée à l'extérieur et à l'intérieur du Sénat".
Il fut ministre des Finances dans le gouvernement Badoglio I du 26 juillet 1943 au 11 février 1944, mais en fait, après le 11 septembre, étant resté à Rome, il ne put exercer ses fonctions.
Carrière
- Trésorier de la Chambre des députés (1908-1920)
- Intendant général de la Banque de Rome (1920-1922)
- Provveditore generale dello Stato (18 janvier 1923)
- Directeur de l'Institut polygraphique d'État (6 décembre 1928)

Postes et titres
- Directeur général de l'Institut de l'Encyclopédie italienne (30 juin 1933-6 octobre 1943) (29 mars 1947-5 avril 1960)

Commissions sénatoriales
- Membre de la Commission pour l'économie corporative et l'autarcie (23 janvier 1940-26 juillet 1943)

## Décorations
- Commandeur de l'ordre des Saints-Maurice-et-Lazare
 - Grand officier de l'ordre des Saints-Maurice-et-Lazare
 - Chevalier de l'ordre de la Couronne d'Italie
 - Commandeur de l'ordre de la Couronne d'Italie
 - Officier de l'ordre de la Couronne d'Italie
 - Grand officier décoré du grand cordon de l'ordre de la Couronne d'Italie
 - Grand officier de l'ordre colonial de l'Étoile d'Italie